# البطولة الوطنية للرأس الأخضر 2014
البطولة الوطنية للرأس الأخضر 2014 (بالبرتغالية: Campeonato Cabo-Verdiano de Futebol de 2014‏) هو الموسم 35 من البطولة الوطنية للرأس الأخضر. كان عدد الأندية المشاركة فيه 12، وفاز فيه CS Mindelense ‏.